# کوبرگ
کوبرگ (به آلمانی: Koberg) یک شهر در آلمان است که در هرتسوگتوم لاونبورگ واقع شده‌است.
 کوبرگ  ۷۶۰ نفر جمعیت دارد.